# Calcomanía de Monroney

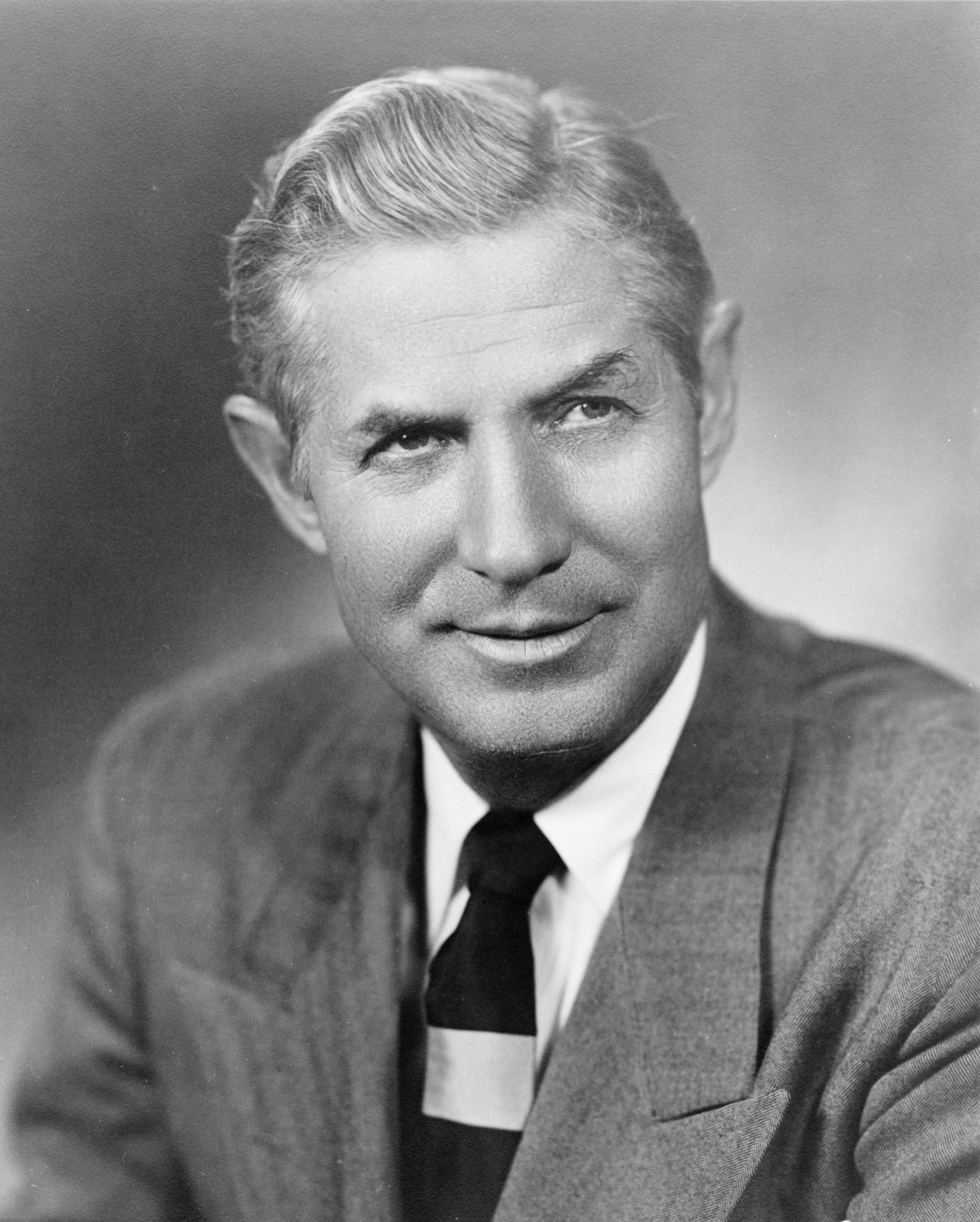
Senador Mike Monroney

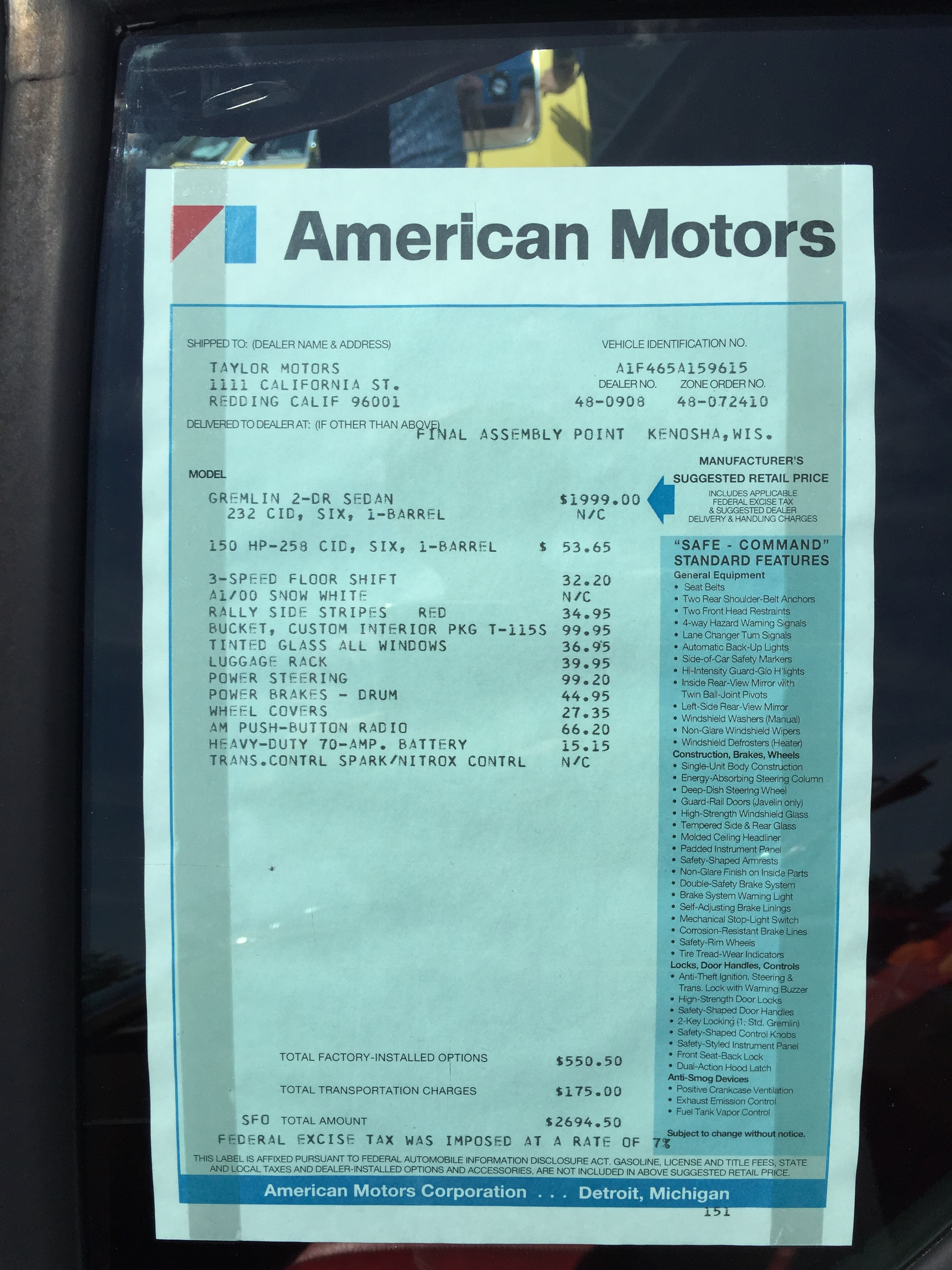
Una calcomanía original para ventana de American Motors de 1971 que enumera equipos estándar y opcionales

La calcomanía de Monroney o calcomanía para ventana es una etiqueta requerida en los Estados Unidos para ser exhibida en todos los automóviles nuevos e incluye una lista con cierta información oficial sobre el auto. La etiqueta de la ventana lleva el nombre de Almer Stillwell "Mike" Monroney, senador de los Estados Unidos por Oklahoma. Monroney patrocinó la Ley de divulgación de información sobre automóviles de 1958, que ordenaba la divulgación de información sobre equipos y precios de automóviles nuevos. 
Desde mediados de la década de 1970, la Agencia de Protección Ambiental de los Estados Unidos proporciona métricas de ahorro de combustible en la etiqueta para ayudar a los consumidores a elegir vehículos con menor consumo de combustible. 
Se emitieron nuevos requisitos para la etiqueta Monroney para los automóviles y camiones ligeros de 2008 vendidos en los EE. UU. La Ley de Seguridad e Independencia Energética (EISA) de 2007 ordenó la inclusión de información adicional sobre la eficiencia del combustible, así como las calificaciones de las emisiones de gases de efecto invernadero y otros contaminantes del aire de cada vehículo.
Una etiqueta más completa de economía de combustible y medio ambiente fue obligatoria a partir del año 2013, aunque algunos fabricantes de automóviles la adoptaron voluntariamente para el año 2012. La nueva calcomanía para la ventana incluye etiquetas específicas para combustibles alternativos y vehículos de propulsión alternativos disponibles en el mercado estadounidense, como híbridos enchufables, vehículos eléctricos, vehículos de combustible flexible, vehículos de celda de combustible de hidrógeno y vehículos de gas natural . 
La nueva etiqueta introduce la comparación de vehículos de combustible alternativo y tecnología avanzada con vehículos con motor de combustión interna convencional utilizando millas por galón de gasolina equivalente (MPGe) como métrica. Otra información proporcionada por primera vez incluye calificaciones de emisiones de gases de efecto invernadero y esmog, estimaciones del costo del combustible durante los próximos cinco años y un código QR que puede escanearse con un teléfono inteligente para permitir a los usuarios acceder a información adicional en línea. 

## Contenido de la etiqueta
La etiqueta de Monroney se debe pegar en la ventanilla lateral o en el parabrisas de todos los automóviles nuevos vendidos en los Estados Unidos y sólo puede ser retirada por el consumidor (Capítulo 28, Secciones 1231-1233, Título 15 del Código de los Estados Unidos). Se autoriza una multa de hasta US$1,000 por vehículo por cada infracción si falta la etiqueta, y se autorizan otras tasas y sanciones si la etiqueta se altera ilegalmente (incluyendo la prisión). La ley no se aplica a los vehículos con una clasificación de peso bruto del vehículo (GVWR) de más de 8,500 lb (3,856 kg).

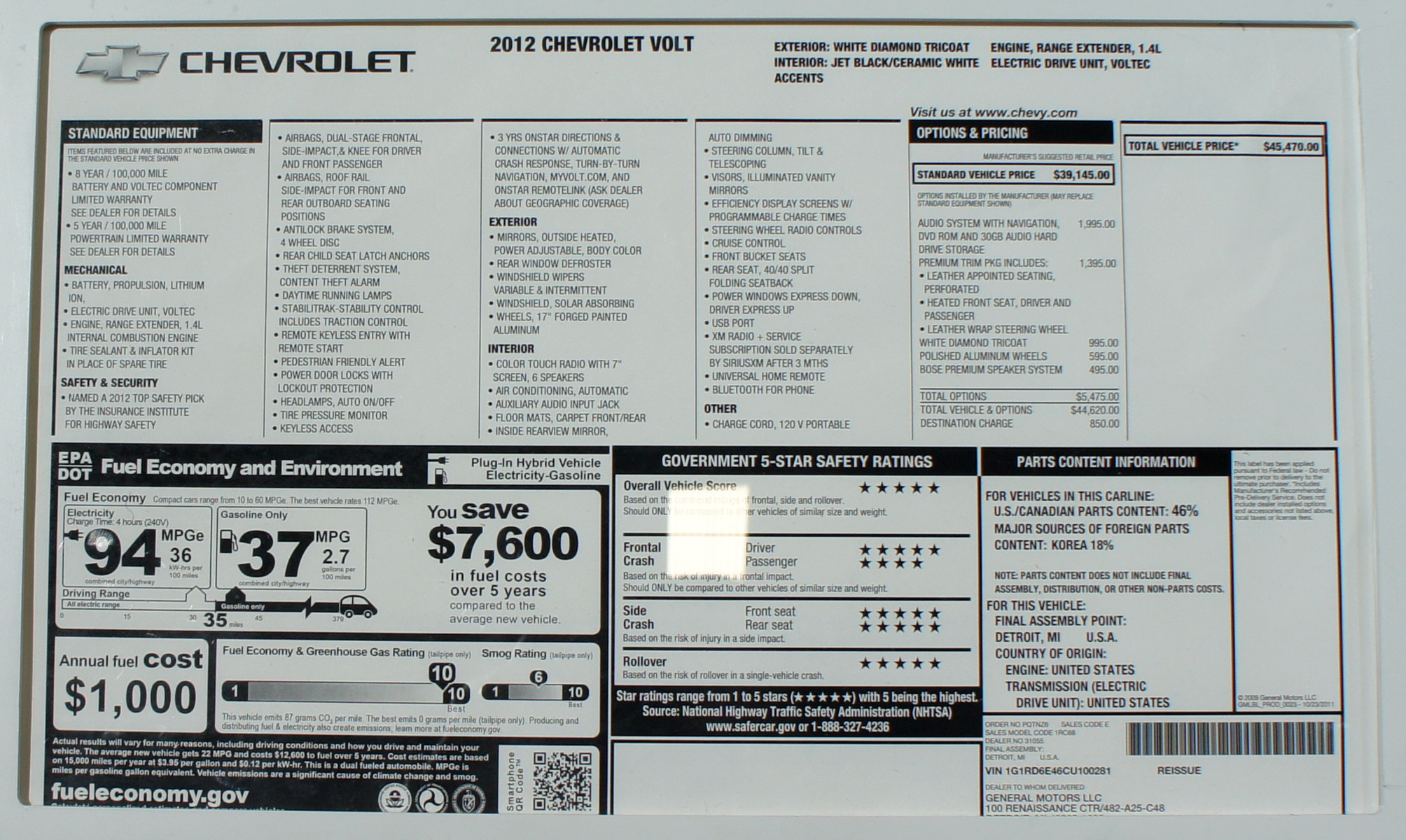
Etiqueta de ventana completa para el Chevrolet Volt 2012 híbrido enchufable

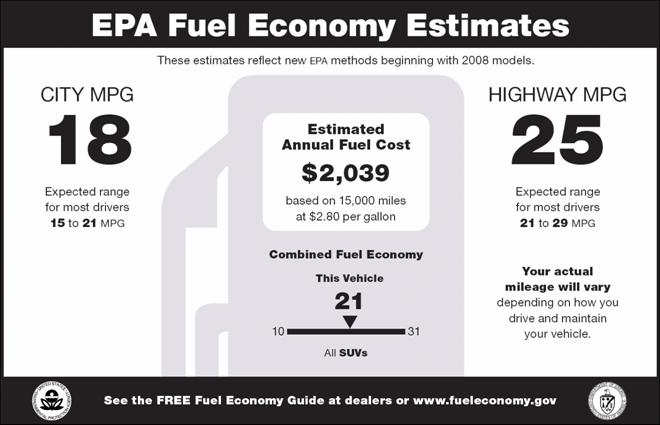
Etiqueta de economía de combustible, año 2008

La etiqueta debe incluir la siguiente información:
- El precio de venta al público sugerido por el fabricante (MSRP)
- Especificaciones del motor y la transmisión
- Equipo estándar y detalles de la garantía
- Equipo opcional y precios
- Las clasificaciones de economía de combustible en ciudad y en carretera, según lo determinado por la Agencia de Protección Ambiental (EPA)
- Desde septiembre de 2007, las calificaciones de las pruebas de choque determinadas por la Administración Nacional de Seguridad del Tráfico en las Carreteras

## Rediseño de la etiqueta de ahorro de combustible
Según lo dispuesto en la Ley de Independencia y Seguridad Energética de 2007 (EISA), con la introducción de vehículos de tecnología avanzada en los Estados Unidos se debe incorporar nueva información en la etiqueta de Monroney de los nuevos automóviles y camiones ligeros que se venden en el país, como las clasificaciones sobre el ahorro de combustible, las emisiones de gases de efecto invernadero y otros contaminantes atmosféricos. La Agencia de Protección Ambiental de los Estados Unidos y la Administración Nacional de Seguridad del Tráfico en las Carreteras (NHTSA) llevaron a cabo una serie de estudios para determinar la mejor manera de rediseñar esta etiqueta para proporcionar a los consumidores comparaciones energéticas y ambientales sencillas entre todos los tipos de vehículos, incluidos los vehículos eléctricos de batería (BEV), los vehículos eléctricos híbridos enchufables (PHEV) y los vehículos con motor de combustión interna convencional propulsados por gasolina y diésel, con el fin de ayudar a los consumidores a elegir vehículos más eficientes y respetuosos con el medio ambiente.

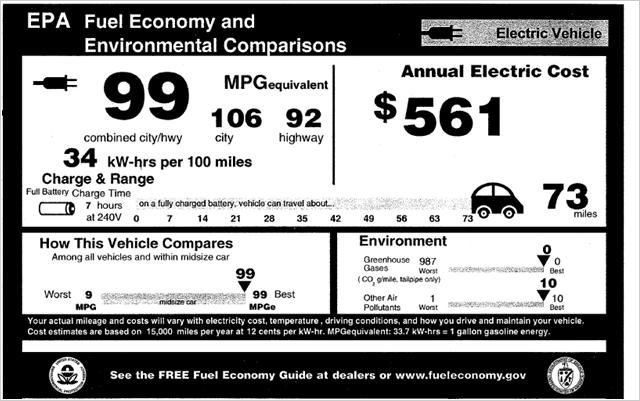
La etiqueta medioambiental y de ahorro de combustible de la EPA para el coche eléctrico Nissan Leaf de 2011

Como parte del proceso de investigación y rediseño, la EPA organizó grupos de discusión en los que se presentaron a los participantes varias opciones para expresar el consumo de electricidad de los vehículos eléctricos enchufables. La investigación demostró que los participantes no entendían el concepto de kilovatio hora como medida del uso de la energía eléctrica, a pesar de que es la métrica utilizada en sus facturas eléctricas mensuales. En su lugar, los participantes se inclinaron por el equivalente en millas por galón de gasolina, MPGe, como medida para comparar con las conocidas millas por galón utilizadas para los vehículos de gasolina. La investigación también concluyó que el sistema métrico de kW-hr por 100 millas era más confuso para los participantes de los grupos de discusión en comparación con el sistema de millas por kW-hr. Basándose en estos resultados, la EPA decidió utilizar las siguientes métricas de economía y consumo de combustible en las etiquetas rediseñadas: MPG (ciudad y carretera, y combinado); MPGe (ciudad y carretera, y combinado); Galones por 100 millas; kW-hrs por 100 millas.
El diseño propuesto y el contenido final de las dos opciones de la nueva etiqueta adhesiva que se introducirá en los modelos de automóviles y camiones del año 2013 se consultaron durante 60 días con el público en 2010, y en ambas se incluyeron las millas por galón equivalente y los kilovatios-hora por 100 millas como la medida de la economía de combustible para los automóviles enchufables, pero en una opción los MPGe y el costo anual de electricidad son las dos medidas más destacadas. Una de las opciones de diseño tenía un sistema de clasificación por letras de la A a la D y la clasificación habría comparado la economía de combustible y la contaminación atmosférica de un vehículo determinado con las de toda la flota de coches nuevos. El sistema de clasificación por letras fue rechazado por los fabricantes de automóviles después de la consulta pública. En noviembre de 2010, la EPA introdujo el MPGe como medida de comparación en su nueva etiqueta de economía de combustible para el Nissan Leaf y el Chevrolet Volt.

## Etiqueta de economía de combustible y medio ambiente de 2013

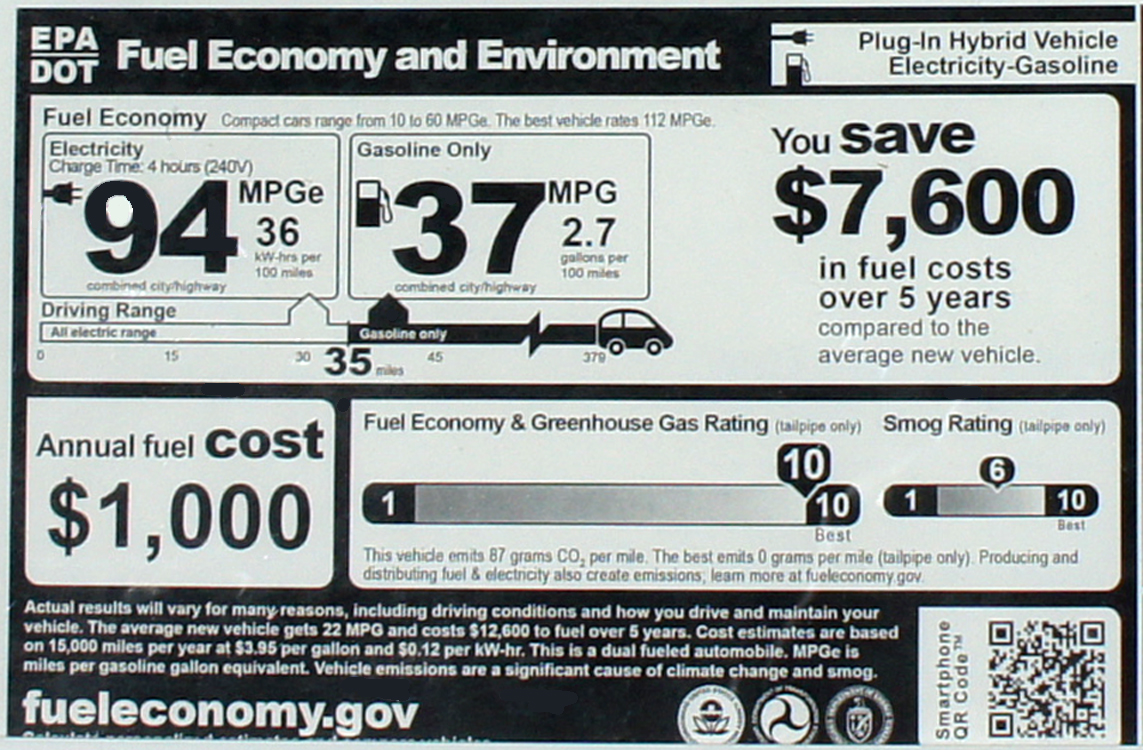
Nuevo diseño de la etiqueta de economía de combustible y medio ambiente EPA/DOE para el Chevrolet Volt 2012, que muestra el potencial de ahorro de combustible para el híbrido enchufable y otros indicadores de rendimiento

En mayo de 2011, la Administración Nacional de Seguridad del Tráfico en las Carreteras (NHTSA) y la EPA emitieron una norma final conjunta que establece nuevos requisitos para una etiqueta de economía de combustible y medio ambiente que será obligatoria para todos los nuevos automóviles de pasajeros y camiones a partir del año 2013, aunque los fabricantes de automóviles pueden adoptarla voluntariamente para el año 2012. La norma incluye nuevas etiquetas para los vehículos de combustible alternativo y de propulsión alternativa disponibles en el mercado estadounidense, como los híbridos enchufables, los vehículos eléctricos, los vehículos de combustible flexible, los vehículos de celdas de combustible de hidrógeno y los vehículos de gas natural. La métrica común de ahorro de combustible adoptada para permitir la comparación de los vehículos de combustible alternativo y de tecnología avanzada con los vehículos de motor de combustión interna convencional es el número de millas por galón de equivalente de gasolina (MPGe). Un galón de equivalente de gasolina significa el número de kilovatios-hora de electricidad, pies cúbicos de gas natural comprimido (GNC), o kilogramos de hidrógeno que es igual a la energía en un galón de gasolina.
Las nuevas etiquetas incluyen por primera vez una estimación de la cantidad de combustible o electricidad que se necesita para conducir 160 kilómetros (100 millas), proporcionando a los consumidores estadounidenses un consumo de combustible por distancia recorrida, la medida de eficiencia comúnmente utilizada en muchos otros países. El objetivo de la EPA es evitar el sistema métrico tradicional de millas por galón que puede ser potencialmente engañoso cuando los consumidores comparan las mejoras en el consumo de combustible, y que se conoce como "ilusión de MPG".
Otra información proporcionada por primera vez en las etiquetas rediseñadas incluye:
- Calificaciones de los gases de efecto invernadero de cómo un modelo se compara con todos los demás para las emisiones de dióxido de carbono del tubo de escape. Una nota al pie de página aclara que no se incluyen las emisiones "aguas arriba" de la generación de electricidad.
- Clasificaciones de las emisiones de esmog, basadas en los contaminantes atmosféricos como el óxido de nitrógeno y particulado.
- Nuevas formas de comparar el uso y el costo de la energía entre los automóviles de nuevas tecnologías que utilizan electricidad y los automóviles convencionales que funcionan con gasolina.
- Estimación de cuánto más o menos ahorrarán o gastarán los consumidores en combustible durante los próximos cinco años en comparación con el promedio de los vehículos nuevos.
- Información sobre la autonomía de conducción en modo totalmente eléctrico y el tiempo de carga de los híbridos enchufables y los coches eléctricos.
- Un código QR que puede ser escaneado por un teléfono inteligente para permitir a los usuarios acceder a información en línea sobre cómo se comparan varios modelos en cuanto al ahorro de combustible, el precio de la gasolina y la electricidad en el lugar donde vive el usuario y otros factores ambientales y energéticos. Esta herramienta también permitirá a los consumidores introducir información sobre sus desplazamientos típicos y su comportamiento al volante para obtener una estimación más precisa de los costes y ahorros de combustible.

#### Etiquetas típicas para cada combustible o tecnología avanzada

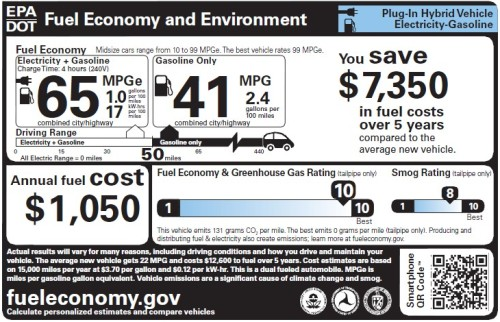
Etiqueta para un híbrido enchufable mixto o serie-paralelo
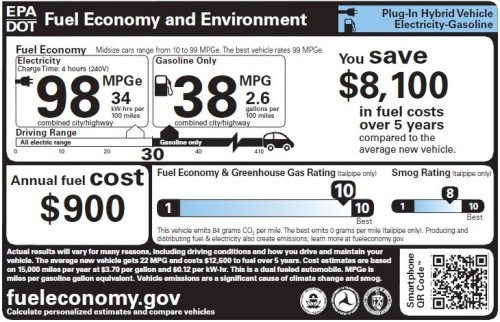
Etiqueta para series de vehículos híbridos enchufables o eléctricos de autonomía extendida
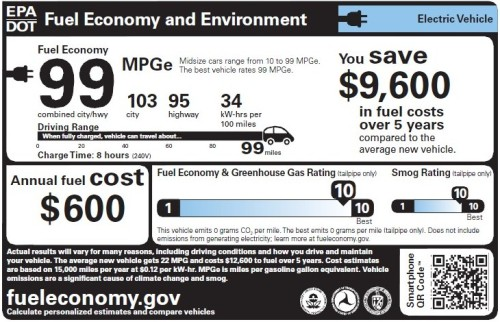
Etiqueta para vehículo eléctrico
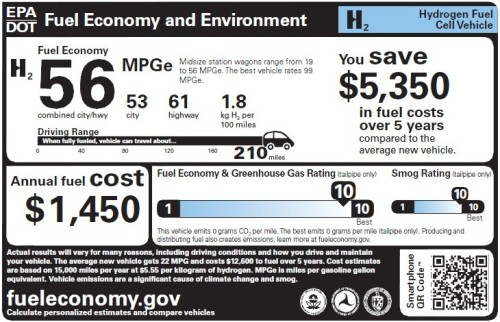
Etiqueta para el vehículo de celda de combustible de hidrógeno
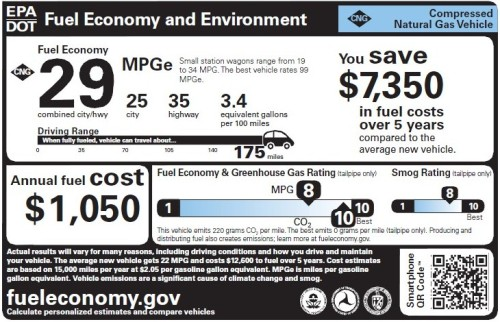
Etiqueta para vehículo a gas natural
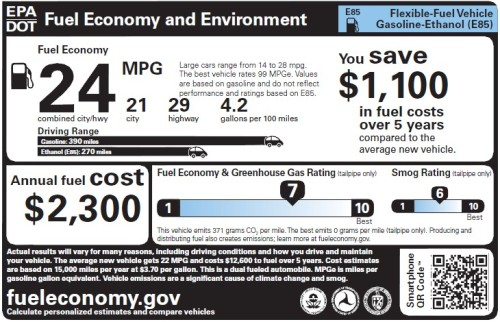
Etiqueta para el vehículo de combustible flexible E85
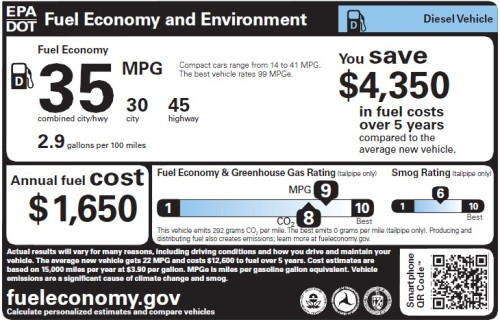
Etiqueta para vehículo diésel
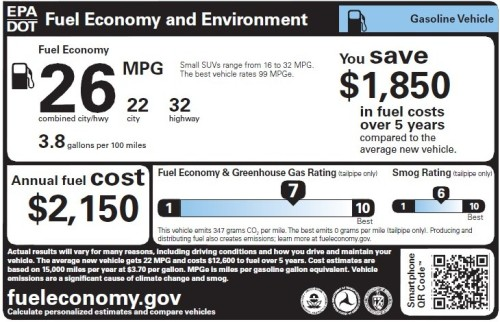
Etiqueta para vehículo a gasolina